# Braunsapis aurantipes
Braunsapis aurantipes är en biart som beskrevs av Reyes 1991. Braunsapis aurantipes ingår i släktet Braunsapis och familjen långtungebin. Inga underarter finns listade.